# VT-4 (戦車)
VT-4（中国語: VT-4主战坦克）は中華人民共和国が開発した海外輸出向けの主力戦車であり、90-II式戦車（MBT-2000/VT-1）の発展型である。

## 概要
内蒙古第一機械集団他の企業により、MBT-3000として2009年より開発計画が開始され、2012年のユーロサトリでコンセプトが発表された。
実車としては2014年の中国兵器装甲日（Norinco Armor Day）及び中国国際航空宇宙博覧会でVT-4として展示が行われている。ただし、その時点での量産は行なわれていない。

## 装備・スペック
VT-4は99式戦車の技術を取り入れている。

### 装甲
車両に用いられる装甲は複合装甲に爆発反応装甲を組み合わせたものと観測されている、砲塔前面部はくさび型の装甲を有し、サイドスカートにも装甲が施されている。
また、アクティブ防護システムとレーザー警報装置も備えている。

### 動力
中国北方工業公司製の中国産1,200HPディーゼルエンジンを使用。

### 火器
主砲は125mm滑腔砲、砲塔上にはRWS化された12.7mm機関銃が搭載されている。

## 運用
タイ
2017年10月に最初の28両がタイ王国陸軍に納入。2025年7月に発生したタイとカンボジアの国境紛争で実戦投入された。
 パキスタン
中国北方工業公司にVT-4戦車を240両発注し、2020年4月に最初の4両が納入された。
 ナイジェリア
2020年4月にナイジェリア軍に納入され、2021年1月8日にボコ・ハラムに対する軍事作戦で投入された。